# ヘンドラウイルス感染症
ヘンドラウイルス感染症は、ウイルスによるヒト、ウマの新興感染症。人獣共通感染症の一つ。
日本では家畜伝染病予防法における届出伝染病に指定されている。なお、日本獣医学会の提言で法令上の名称が「馬モルビリウイルス肺炎」から「ヘンドラウイルス感染症」に変更された。

## 原因
パラミクソウイルス科ヘニパウイルス属のヘンドラウイルス(Hendra virus; HeV)の感染を原因とする。ヘニパウイルス属にはヘンドラウイルスの他にニパウイルス、シーダウイルスが属している。ヘンドラウイルスはBSL3ないし4の病原体である。

## 疫学
1994年オーストラリアブリスベン郊外の競走馬の厩舎で初めて発生。現在までヒトの発症数は3例6人。当初はモルビリウイルスに類似していたことから、馬モルビリウイルスと命名されたが、のちに厩舎が存在した場所（ヘンドラ村）の名前がそのまま症名となった。現在までに、オーストラリア以外での発生は確認されていない。自然宿主はPreropus属のオオコウモリ（野生個体の羊水からのウイルス分離が報告されている）。ヒトには感染馬との直接接触により感染する。ウマへの感染経路は不明。発症時期がオオコウモリの繁殖期であり、出産時の体液の飛沫が牧草に掛かり感染したのではないかという説があるが、感染者数が少ないため明確な根拠ではない。そもそもオオコウモリは、森林地帯に住み果実を主食とする動物であるため、草地で暮らすウマと濃厚な接触をする機会は少なく、ヒトへ感染するケースはさらに少ないのである。

## 症状
- ヒト
  - インフルエンザ様呼吸器症状、出血性肺炎および髄膜炎。髄膜炎に関しては、回復した患者が半年後に再発し、急性進行性脳炎で死亡した例が1例あるが、因果関係は不明。また、死亡馬からは泡沫状の鼻汁がみられる場合が多い。
- ウマ
  - 40度以上の発熱、出血性肺炎、急性の呼吸困難と突発性の神経症状を示し、致死率は約75%と高い。

## 診断
ベロ細胞を用いてのウイルス分離、PCR法、IFAによる抗原検出、ELISA法。感染培養細胞には特徴的な合胞体が形成される。

## 治療
特異的な治療法はなく、感染した馬は淘汰される。

## 予防
オーストラリアでは馬用ワクチンの接種が推奨されている。